# Aplysia extraordinaria
Aplysia extraordinaria is een slakkensoort uit de familie van de Aplysiidae. De wetenschappelijke naam van de soort is voor het eerst geldig gepubliceerd in 1932 door Allan.